# Biała (Supraśl)
Die Biała ist ein linker Zufluss des Supraśl, der wiederum in den Narew mündet, in Polen.

## Geografie

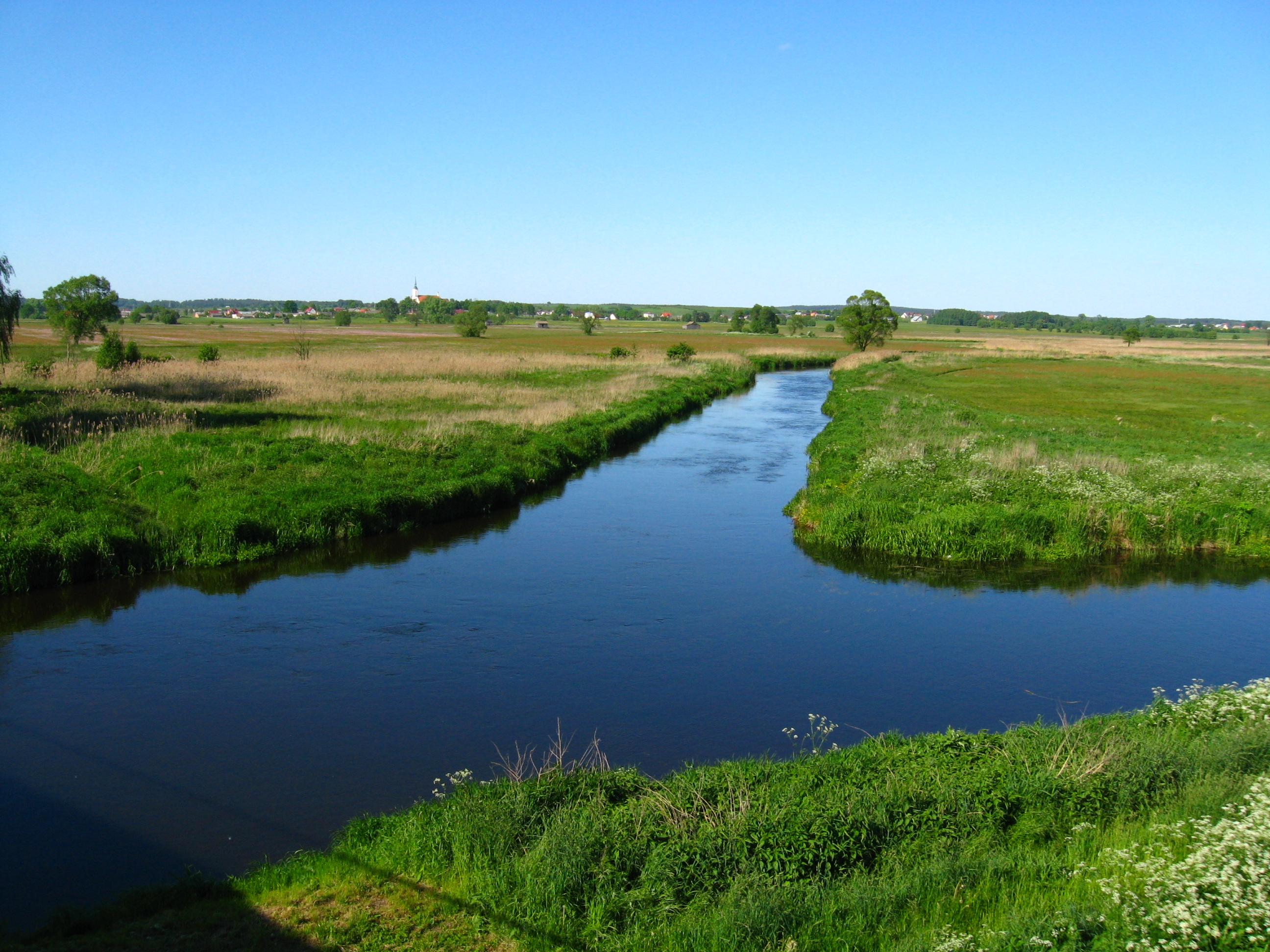
Mündung der Biała in den Supraśl

Der 32,7 km lange Fluss entspringt bei dem Dorf Protasy (Gmina Zabłudów) in der Woiwodschaft Podlachien und fließt in nordwestlicher Richtung durch die Stadt Białystok und weiter, bis er bei dem Dorf Fasty (Gmina Dobrzyniewo Duże) in den Supraśl mündet. Das Einzugsgebiet wird mit 133,37 km² angegeben, der mittlere Abfluss mit 1,2 m³/s in Zawady (zwischen Białystok und der Mündung).